# L'esiliato di Darkover
L'esiliato di Darkover (The Bloody Sun, prima ed. 1964; seconda ed. 1979) è un romanzo di fantascienza scritto da Marion Zimmer Bradley e pubblicato per la prima volta in Italia nel 1992. È uno dei romanzi che compongono il Ciclo di Darkover. Il volume, che fu dato alle stampe per la prima volta nel 1964, venne successivamente riscritto nel 1979 dall'autrice americana. La versione del 1979 è quella ritenuta ufficiale e in seguito ristampata e tradotta ancora oggi.
Il romanzo conclude idealmente il mini-ciclo della Torre proibita interno alla saga, iniziato con La spada incantata e La torre proibita.

## Trama
Il romanzo ruota attorno alle drammatiche vicende di Jeff Kerwin e alla sua eredità darkovana, intrecciate col passato mitico e magico di Cleindori Aillard, potente Custode che dette la vita per liberare le Torri - organo magico per eccellenza nel mondo di Darkover - dagli antichi pregiudizi, leggi e tabù della società darkovana, retti da un gruppo di oscuri fanatici.

## Edizioni
- Marion Zimmer Bradley, L'esiliato di Darkover, traduzione di Riccardo Valla, collana Teadue, TEA, 1992,  pp. 330, cap. 17, ISBN 88-7819-311-9.